# Носачеве
Носаче́ве — пасажирський залізничний зупинний пункт Шевченківської дирекції Одеської залізниці.
Розташований на сході села Носачів, Смілянський район, Черкаської області на лінії Імені Тараса Шевченка — Цвіткове між станціями Володимирівка (6 км) та Цвіткове (9 км).
На платформі зупиняються приміські електропоїзди.